# McLendon-Chisholm
McLendon-Chisholm es una ciudad ubicada en el condado de Rockwall en el estado estadounidense de Texas. En el Censo de 2010 tenía una población de 1.373 habitantes y una densidad poblacional de 54,58 personas por km².

## Geografía
McLendon-Chisholm se encuentra ubicada en las coordenadas 32°51′2″N 96°23′32″O / 32.85056, -96.39222. Según la Oficina del Censo de los Estados Unidos, McLendon-Chisholm tiene una superficie total de 25.16 km², de la cual 24.62 km² corresponden a tierra firme y (2.12%) 0.53 km² es agua.

## Demografía
Según el censo de 2010, había 1.373 personas residiendo en McLendon-Chisholm. La densidad de población era de 54,58 hab./km². De los 1.373 habitantes, McLendon-Chisholm estaba compuesto por el 94.39% blancos, el 1.97% eran afroamericanos, el 0.15% eran amerindios, el 0.44% eran asiáticos, el 0.15% eran isleños del Pacífico, el 1.75% eran de otras razas y el 1.17% pertenecían a dos o más razas. Del total de la población el 6.63% eran hispanos o latinos de cualquier raza.